# Scuola di buone maniere
Scuola di buone maniere (Reform School Girls) è un film statunitense del 1986 diretto dal regista Tom de Simone.

## Trama
La giovane Jenny viene mandata in un riformatorio femminile,  gestito dalla crudelissima guardiana Sutter, insieme alla sua scagnozza Edna. Jenny farà di tutto per fuggire, ma deve anche affrontare Charlie, ragazza bullo del riformatorio.